# Khut?hemet...
Khut?hemet... (fl. XVIII-XVII secolo a.C.) è stato un ipotetico sovrano egizio, inserito nella XIV dinastia, di cui si conosce solo tale parte del suo nome.

## Biografia
Questo sovrano, come molti altri della stessa dinastia, è conosciuto solamente attraverso il Canone Reale.
Il testo del Canone Reale, redatto in scrittura ieratica, utilizza alcuni simboli di cui non si conosce il riscontro nella forma geroglifica (indicati con il simbolo () ).
L'analisi stilistica dei glifi utilizzati nella scrittura del nome di questo sovrano hanno portato gli egittologi che hanno studiato il Canone Reale a proporre l'ipotesi che si tratti di un nome fittizio, ossia corrispondente a un sovrano mai esistito e inserito, non si sa per quale ragione, nel documento che servì da fonte per la stesura del Canone Reale.
IL Canone Reale dopo questo sovrano comprende una riga illeggibile (10.12) e poi riporta la formula, mutila, di somma degli anni, formula, di norma, posta per indicare un cambio di dinastia.
| HASH | ir · n | s | n · Z2 | M4 | HASH |

ir.n=sn - ...essi hanno regnato... anni...

## Liste Reali
| Aa1 · D43 | Z7 | () | N42 · t · B1 | HASH |

| Aa1 · D43 | Z7 | () | N42 · t · B1 | HASH |

| Aa1 · D43 | Z7 | () | N42 · t · B1 | HASH |

| Aa1 · D43 | Z7 | () | N42 · t · B1 | HASH |

| Aa1 · D43 | Z7 | () | N42 · t · B1 | HASH |

| Aa1 · D43 | Z7 | () | N42 · t · B1 | HASH |

| Aa1 · D43 | Z7 | () | N42 · t · B1 | HASH |

| Aa1 · D43 | Z7 | () | N42 · t · B1 | HASH |

## Cronologia
| Periodo                    | Dinastia | periodo di regno                            |
| Secondo periodo intermedio | XIV      | tra il 1720 a.C. e il 1630 a.C. (± 50 anni) |

| predecessore: Kheretheb Shepesu | Signore del Basso e dell'Alto Egitto | successore : sconosciuto |

| Dinastie contemporanee | Capitale |
| XIII                   | Ity Tawy |